# ماسال‌لی (روستا)
ماسال‌لی (به لاتین: Masallı) یک منطقه مسکونی در جمهوری آذربایجان است که در شهرستان ماسال‌لی واقع شده است. ماسال‌لی ۵۹۹ نفر جمعیت دارد.